# Tomás de Zumalacárregui
Tomás de Zumalacárregui de Imaz, também chamado de Tio Tomás (em basco Tomas Zumalakarregi Imatz, Osaba Tomas; Ormaiztegi, Guipúzcoa, 29 de dezembro de 1788—Zegama, Guipúzcoa, 24 de junho de 1835) foi um militar espanhol de origem basca que chegou a ser general carlista durante a Primeira Guerra Carlista.

## Carreira
Conhecido entre suas tropas como "Tio Tomás", foi um oficial basco espanhol que liderou a facção carlista como capitão-general do Exército durante a Primeira Guerra Carlista. Ele foi ocasionalmente apelidado de "Lobo das Amezcoas", fazendo referência à sua famosa vitória militar na região de Navarra.
Zumalacárregui é frequentemente creditado como o inventor da omelete espanhola (ou tortilla de patatas), que ele elaborou durante o cerco de Bilbao, como um prato simples, rápido e nutritivo com o qual satisfazer as dificuldades do exército carlista. Em busca de alimento, ele encontrou uma dona de casa pobre que não tinha nada além de ovos, cebola e batatas. Quando ele misturou, gostou do resultado final e o alimentou para suas tropas famintas. Diz-se que depois disso, a tortilha se tornou incrivelmente popular durante o resto da Primeira Guerra Carlista, e agora é um dos pratos mais renomados do mundo.